# Selecció de bàsquet de Cuba
La Selecció de bàsquet de Cuba és l'equip format per jugadors de cubans que representen la Federació Cubana de Bàsquetbol a les competicions internacionals organitzades per la Federació Internacional de Bàsquet (FIBA) i el Comitè Olímpic Internacional (COI): els Jocs Olímpics, el Campionat mundial de Bàsquet i la FIBA AmeriCup. Pertany a la zona FIBA Amèrica.

## Classificacions

### Jocs Olímpics
- 1948 - 13
- 1952 - 9
- 1968 - 11
- 1972 -  3
- 1976 - 7
- 1980 - 6

### Campionats mundials
- 1970 - 8
- 1974 - 4
- 1986 - 11
- 1994 - 15

### Campionats americans
- 1980 - 6
- 1984 - 8
- 1989 - 7
- 1992 - 8
- 1993 - 5
- 1995 - 5
- 1997 - 6
- 1999 - 10
- 2011 - 9
- 2015 - 10

### Campionats centre-americans
- 1965 -  3
- 1967 -  2
- 1969 -  2
- 1971 -  1
- 1973 -  3
- 1975 -  3
- 1981 -  3
- 1985 -  3
- 1987 - 5
- 1989 -  3
- 1991 -  3
- 1993 -  2
- 1995 -  1
- 1997 -  1
- 1999 -  1
- 2001 - 6
- 2004 - 5
- 2006 - 6
- 2008 - 4
- 2010 - 4
- 2012 - 8
- 2014 - 4
- 2016 - 6

### Campionats del Carib
- 2009 -  3

### Jocs Panamericans
- 1951 - 4
- 1955 - 5
- 1959 - 6
- 1967 - 4
- 1971 -  3
- 1975 - 5
- 1979 - 4
- 1983 - 7
- 1991 - 4
- 1999 - 7